# Final (Java)
在Java编程语言中，final关键字是指在一些情况下用来定义（修飾）一个只能被賦值一次的變量。因此一旦一个final变量被賦值，它的值就再也不能改變。而被final定義的类不能被繼承。被final定義的方法則不能被重寫。